# Capa pluvial

Capa pluvial elaborada y simple

La capa pluvial es la que visten los sacerdotes o diácono en los actos de culto divino que lleva capillo o escudo en la espalda.

## Historia
Esta prenda tiene su origen en la romana lacerna, con la cual se confundía hasta el punto de servir en un primer momento las propias capas de príncipes o magnates que después se ofrecían al culto. Debido a que empezó a usarse en las procesiones, fuera de los templos y se empleó para protegerse de la lluvia y del frío, se llamó pluvial en Italia, nombre que se ha conservado hasta hoy en el lenguaje eclesiástico.

### Uso
La capa pluvial empezó a utilizarse en la liturgia por sacerdotes y cantores en el siglo X y servía no sólo en las procesiones sino también para ciertos actos del coro y otras ceremonias. Desde el siglo XI ha tenido siempre la misma forma que en la actualidad habiendo variado tan sólo el capuchón y las bandas o tiras delanteras. Estas consistían durante los primeros siglos en una orla estrecha pero desde el siglo XIII ésta se ensancha notablemente, admitiendo bordados con imaginería convirtiéndose así mismo el broche metálico o fíbula que desde el principio sirvió para cerrar la capa en el pecho en elegante adorno, un objeto llamado formal o racional.
En cuanto al capuchón de que estaban dotadas las primeras capas, apenas si llegó a servir para su objeto más allá del siglo XI pues en el XII era más bien una pieza decorativa y en el XIII se convirtió en un paño triangular colocado en la parte superior de la espalda para transformarse en una especie de escudo desde el siglo XIV. Este escudo toma la forma ojival por la parte inferior y se va agrandando sucesivamente hasta que ya muy entrado el siglo XVI se redondea y acaba por invadir la región central del vestido. En todo momento a lo largo de la historia, suele adornarse con flecos y bordados. La evolución formal dio lugar a divergencias según las distintas zonas de Europa, lo que permite definir el origen aproximado de una capa pluvial antigua.

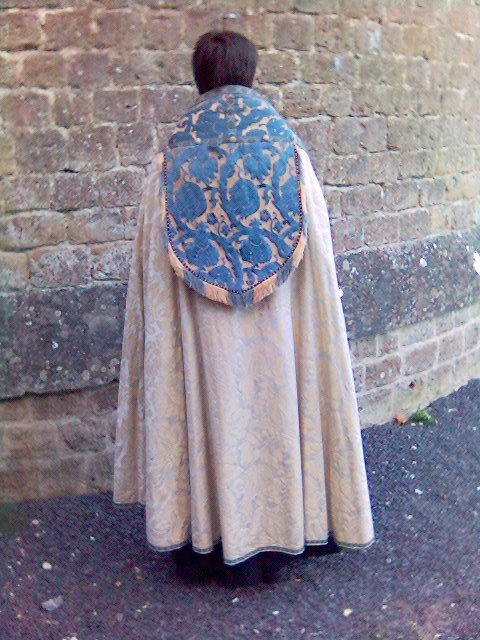
Espalda de una capa con el paño bordado en la parte superior.

Algunas capas ostentan ricos bordados en toda la extensión de la prenda, los cuales, si datan de los siglos XIII al XVI, contienen imaginería dispuesta dentro de pequeños círculos o en zonas concéntricas. De entre esta clase de piezas, en las cuales se suprime generalmente el escudo, destacan las inglesas de los siglos XIII y XIV, conocidas con el nombre de opus anglicanum. De ellas y de otras no menos preciosas se conservan magníficos ejemplares en varios museos y en los tesoros de las iglesias mayores.